# Нмеча, Феликс
Феликс Калу Нмеча (нем. и англ. Felix Kalu Nmecha; род. 10 октября 2000, Гамбург) — немецкий и английский футболист, полузащитник клуба «Боруссия Дортмунд» и национальной сборной Германии.

## Клубная карьера
Воспитанник футбольной академии «Манчестер Сити». В основном составе «Сити» дебютировал 23 января 2019 года в матче Кубка Английской футбольной лиги против «Бертон Альбион», выйдя на замену Александру Зинченко. 3 ноября 2020 года дебютировал в Лиге чемпионов УЕФА в матче против «Олимпиакоса», выйдя на замену Кевину де Брёйне. Сделал в этой игре голевую передачу на Жуана Канселу.
3 июля 2023 года Нмеча перешёл в «Боруссию Дортмунд» из «Вольфсбурга» и подписал контракт до 30 июня 2028 года.

## Карьера в сборной
Выступал за сборные Англии до 16, до 18 и до 19 лет. В 2018 году провёл три матча за сборную Германии до 18 лет.
В 2022 году дебютировал за сборную Германии до 21 года, а 28 марта 2023 года провёл свой первый матч за главную сборную Германии.

## Личная жизнь
Родился в Германии в семье выходцев из Нигерии, но в раннем возрасте переехал в Великобританию. Его старший брат, Лукас, также является профессиональным футболистом.